# Månkarbo
Månkarbo is een plaats in de gemeente Tierp in het landschap Uppland en de provincie Uppsala län in Zweden. De plaats heeft 670 inwoners (2005) en een oppervlakte van 92 hectare.